# Τ Павича
HD179009 — хімічно пекулярна зоря спектрального класу A3, що має видиму зоряну величину в смузі V приблизно  6,3.
Вона  розташована на відстані близько 618,9 світлових років від Сонця.